# La Rouquine aux sommiers
La Rouquine aux sommiers (Titre original : File on Missing Redhead) est un roman policier de Lou Cameron paru en 1969.
Le roman est traduit la même année en français par Simone Hilling et paru chez Gallimard, dans la collection Série noire au no 1307. Cet ouvrage est aujourd'hui épuisé.

## Résumé
Une jeune fille est retrouvée morte dans le coffre d'une Volkswagen, dans un cimetière de voitures, un décor sinistre. Frank, le héros, narrateur et détective découvre alors le cadavre. 
Suit une enquête pleine de rebondissements et de suspense. 